# جايني إل. ماينز
جايني إل. ماينز (ولدت عام 1958) هي ضابط سابق في البحرية الأمريكية، كانت أول امرأة أمريكية من أصل أفريقي تتخرج من الأكاديمية البحرية الأمريكية، إذ حصلت منها على شهادة بكالوريوس العلوم في الهندسة العامة عام 1980. بعد خدمتها في أدوار عديدة في البحرية الأمريكية، استملت مناصب إدارية في عدة شركات وأصبحت مستشارة إدارية. كانت في عام 2002 من حاملي الشعلة الأولمبية.

## سيرة عملها في البحرية
في شهر أغسطس عام 1975، سمح الكونغرس الأمريكي للنساء بإجراء امتحان قبول أكاديميات الخدمة العسكرية. كانت ماينز الامرأة الأمريكية الأفريقية الأولى والوحيدة من أصل 81 امرأة التحقن بأكاديمية البحرية الأمريكية عام 1976. كانت ماينز أثناء وجودها في الأكاديمية، عضوًا في فريق المبارزة، وقائدة مجموعة، وضابط صف بحري برتبة رقيب مُدرِّب ومعاون فوج. يُقال بأنها وجدت التجربة صعبة ومُحبطة، لكنها قيّمة من ناحية تعلم كيفية التعامل مع النظام وإحراز التقدم فيه.
في عام 1980، أصبحت ماينز أول امرأة أمريكية من أصل أفريقي تتخرج من أكاديمية الولايات المتحدة البحرية، وتخرجت شقيقتها منها أيضًا في السنة التالية. تخرجت ماينز برتبة ملازم ثاني بحري، مع شهادة بكالوريوس العلوم في الهندسة العامة.
تعرضت ماينز لإصابة في الركبة عام 1978، أدت إلى إنهاء خططها لسيرة مهنية في القوات البحرية. بعد التخرج، تدربت لتصبح موظفة شؤون إمدادات وعُيّنت في وظيفة مشرف في مركز أورلاندو لتدريب القوات البحرية. عملت بعدها في ملحق البحرية في البنتاغون، وعلى متن سفينة الولايات المتحدة (يو إس إس) إموري إس. لاند. عملت ماينز أيضًا كمستشار أول ضمن فريق موظفي الأمين العام لبحرية الولايات المتحدة الأمريكية.

## سيرتها المهنية بعد البحرية
تركت ماينز البحرية لتحصل على شهادة الماجستير في إدارة الأعمال من معهد ماساتشوستس للتكنولوجيا (إم آي تي)، من خلال أطروحتها في عام 1988 تحت عنوان «إدارة التغيير المتكامل». استملت مناصب إدارية في عدة شركات، من بينها بروكتر وغامبل وغذائيات هيرشي، وكانت النائب الأول لمدير المصادر الاستراتيجية في بنك أوف أمريكا. أصبحت مستشارة إدارية وهي عضو اللجنة الاستشارية لوزارة الدفاع المعنية بشؤون النساء في الخدمة العسكرية.